# Château de Messac
Pour les articles homonymes, voir Messac.
Le château de Messac est situé sur la commune de Reilhac dans le Cantal, en France. Il possède un parc remarquable.

## Description
Le site est placé le long de l'ancienne route royale d'Aurillac à Mauriac, il dominait le gué sur la Baÿsse, rivière affluente de l'Authre. Messac est, selon Albert Dauzat, un toponyme gallo-romain, Metiacum, désignant le domaine de Metius dans le cadastre de Dioclétien.
Le bâtiment se compose d'un corps de logis à trois étages carrés adossé au nord à une ancienne tour ronde en appareil irrégulier dont les étages sont carrés avec des voûtes d'arêtes. L'ensemble a été flanqué par la suite d'une petite aile en appentis avec une baie simple dont le linteau est en accolade et deux autres voûtées en anse de panier ce qui date cette partie du XVIe siècle. 
Le cadastre napoléonien ne mentionne pas l'aile Est ni la tour carrée Sud qui ont été ajoutés par le général Léon Prax avant la fin du XIXe siècle.
En 1930, l'architecte Georges Breuil (1903-1999) a effectué un projet de transformation du château qui a été versé en 2001 aux Archives départementales du Cantal.

## Historique
Messac était un fief dépendant des abbés d'Aurillac, puis des seigneurs de Conrot. 
Ses premiers possesseurs connus sont une famille de chevaliers, seigneurs du lieu, attestée au début du XIIIe siècle, et  qui semblent être à l'origine du Messac de Laroquebrou. La convocation aux bans de 1384 et 1387, puis de 1533, indiquent que Messac-lez-Reilhac relevait du Carladès et des vicomtes de Carlat. C'était le siège d'une justice locale jusqu'au début du XVIIe siècle. Sa ferme possédait une montagne à Girgols avec un buron.
Le fief passe par succession aux familles du Crozet de Bellestat et de La Garde de Saignes, puis aux Caissac de Sedaiges et aux Léotoing d'Anjony. 
Vendu comme bien national à la Révolution, Messac est ensuite possédé par les familles Prax, Canal, puis Maitrier.
Le chartrier de Messac comprenant des actes du XIIIe siècle au XVIIIe siècle, dont trois hommages, a été déposé aux Archives départementales du Cantal en même temps que le Fonds du chartrier d'Anjony.

### Moyen Âge

#### Des Messac aux La Garde de Saignes
- Astorg de Messac, chevalier, témoigne en 1258 dans l'enquête faite par Philippe le Hardi pour résoudre le conflit entre les habitants d'Aurillac et l'abbaye d'Aurillac. Il mentionne son père qui était en 1232 gardien de la Tour de Naucelle pour l'abbé et son oncle Hugues de Messac, tous deux chevaliers[Note 3]. Il fait son testament à Messac en 1290, en laissant sa femme Hélis et sept enfants vivants, institue comme héritier son fils aîné Dieudonné, et demande à se faire enterrer à l'Église des Cordeliers d'Aurillac[5].

- Son petit fils Guy de Messac est chevalier, père de :
- Irlande de Messac, mariée à Louis du Crozet de Bellestat, alias de Messac (originaire de Saint-Illide), qui eurent comme enfant et héritier :
- Guy de Messac, marié le 23 janvier 1444 à Helis de La Salle, fille de Michel, seigneur d'Ytrac[5].

- Françoise de La Salle, est dame de Messac en 1499, et veuve de Bertrand de La Garde, seigneur de la Bastide-en-Gévaudan et de Combettes, fils cadet de Bertrand de La Garde de Saignes et de Dauphine de Châteauvieux; elle laisse au moins deux enfants:
  - Révérend Père Jehan de La Garde, prieur de Saint-Illide, abbé de Saint-Chinian où il succède en 1501 à son oncle Jehan de La Salle.
  - Antoine de La Garde, qui suit.
- Antoine de La Garde, seigneur de Combette et de Messac, marié à Marguerite Jurquet qui lui donne deux fils:
  - Jehan Lagarde, seigneur de Messac, épouse par contrat du 22 août 1522 Marguerite Reghaud, fille de Jean, seigneur de Ragheaud à Saint-Cernin, et de Yolande de Veyrières, union qui semble avoir été stérile;
  - Maître Jehan de Lagarde, écolier à Paris et orphelin en 1519, puis docteur en théologie, devient seigneur de Messac qu'il habite, puis qu'il vend en 1535 sous pacte de rachat à Nicolas de Caissac qui lui a prêté une somme d'argent[6].

### Période moderne

#### Des Caissac aux Anjony
La famille Calssac ou Caissac est une famille originaire de Belbex à Aurillac, elle portait « D'argent au chevron accosté en chef de deux étoiles et en pointe d'un lion le tout d'azur, ledit lion armé et lampassé de gueules ». 
- Nicolas de Caissac, seigneur de Sedaiges, est marié depuis 1517 à Marguerite Jouvenroux de La Trémolière qui lui donne plusieurs fils, dont deux seront successivement seigneurs de Messac :
  - Guy de Caissac, seigneur de Messac et de Reilhac en 1552;
  - Antoine de Caissac, qui suit:
- Antoine de Caissac, seigneur de Sedaiges marié en 1547 à Louise de Cayre d'Entraigues, dont deux fils seront seigneurs de Messac:
  - Jean de Caissac, seigneur de Messac qu'il habite en 1592 jusqu'à sa mort après 1597. On ne lui connaît pas d'alliance.
  - François de Caissac, qui suit:
- François de Caissac (1545 - 1618), gentilhomme de la Chambre du roi, reçoit en 1602 le cordon de l'Ordre de Saint-Michel qui anoblit. Il s'est marié en 1569 avec Jeanne-Gilberte de Robert de Lignerac, fille de François, seigneur de Saint-Chamant, et de Françoise de Scorailles, dame à Naucelles, dont six enfants, et en secondes noces en août 1614 avec Jeanne de Morlhon de Sanvensa ;
- Alexandre de Caissac, seigneur de Messac, de Reilhac et de Sedaiges, gentilhomme de la Chambre du roi, épouse en novembre 1614 Sybille de Boilac de Glandières, fille de Louis de Glandières, seigneur de Balsac, poète humaniste de Rodez connu sous le  nom de Louis de Balsac[Note 4], et d'Hélène de Morlhon, dame de Cabanes. Il habite en 1632 à Messac, il meurt le 16 septembre 1658 et il est enterré dans l'église paroissiale Saint-Laurent[6]. Il laisse cinq enfants, dont :
- Edme de Caissac, seigneur de Sedaiges, coseigneur de Tournemire, de Cabanes et de Jussac[9], se marie en 1664 avec Marguerite de Pestels, fille de Claude, seigneur de Tournemire, et de Claude d'Anjony.

### Période contemporaine
En 1791, la seigneurie de Messac est confisquée comme bien national appartenant à Catherine de Méallet de Fargues, femme de Claude-Louis de Léotoing d'Anjony (1750-1821), seigneur d'Anjony, de Bellestat, divisée en 35 lots qui sont tous achetés par Claire de Sistrières, épouse de  Claude de Rivo, lieutenant-criminel au bailliage de Vic, puis revendus en 1802 à Jean Prax (Aurillac 1759 - Reilhac 1827), avocat, puis lieutenant de justice au Présidial d'Aurillac, marié depuis 1785 avec Geneviève Besse (1766), sœur de Germain Besse (1749-1951), président de l'Administration centrale du Département du Cantal.
- Jean-Louis Prax (1786-1877), général, longtemps maire de Reilhac, commandeur de la légion d'honneur et de l'Ordre d'Isabelle la Catholique[11]. Il se maria en 1828 avec Henriette Chégaray (1805-1885), sœur de Charles Chégaray (1802-1859), maire de Bayonne, qui lui donna trois fils et une fille:
  - Charles Prax (1829-1913), lieutenant-colonel, qui a été maire de Reilhac et deux fois de Naucelles, marié avec Sarah Majonenc (1835-1924), de Monthély;
  - Maurice Prax (1832-1900) capitaine blessé par les Prussiens, mort le 1er janvier 1900. Marié en 1857 avec Elisabeth de Miramon (1834-1926), qui lui donna un fils Louis Prax, qui suit.
  - Léon Prax (1834-1927), général commandant d'Aurillac, marié à Laure Delmas, fille de  Marguerite de La Farge et descendante de Noël Delmas (1770-1835), maire de Montsalvy. Ils eurent trois fils : Charles et Robert, morts pour la France, et Maurice Prax, qui suit.
- Louis Prax (1864-1950), général, professeur à l'École de guerre, vécut à Messac et laissa plusieurs enfants;
- Maurice Prax (1881-1962), fut fondateur en 1908 de La Veillée d'Auvergne avec Eugène de Ribier, Augustin de Riberolles, et quelques officiers comme Bernard de Vesins, Léon de Montesquiou, Pierre de Frayssinet. Il fut rédacteur en chef de La Vie Parisienne, journaliste au Matin, la verve de ses chroniques a été le modèle d'Alexandre Vialatte, auteur de Auvergne et Auvergnats, illustré par Victor Fonfreide.

Messac est acheté puis revendu par Pierre Canal, industriel, qui y fait faire des travaux par l'architecte Georges Breuil (1903-1999) suivant des plans qui ont été versés aux Archives départementales du Cantal, puis il est possédé par la famille Maitrier. Louis Maitrier (1898-1984), colonel d'artillerie, a eu pour fils Jean Maitrier (1925-2013), officier de marine, expert judiciaire auprès de la Cour d'appel de Riom, et Pierre Maitrier (1929-2017), pilote de la chasse canadienne, père de Bernard Maitrier, général. Louis Maitrier s'est marié avec Nathalie de Frayssinet.

## Bans
Guy, dit Guynot ou Guiot de Messac, remplace comme homme d'armes Huguot de Messac, chevalier, dans le Rôle de la revue de 4 chevaliers et 186 écuyers, passée à Rodez le 4 février 1387 par le bailli et le sénéchal du Comté de Rodez pour Bernard d'Armagnac, vicomte de Carlat, nommé par le roi capitaine de la guerre en Languedoc et en Guienne.
Pour le ban et l'arrière ban de 1533, Jehan de La Garde [de Saignes] se fait représenter: « le seigneur de Messac-lez-Reilhac; s'est présenté noble Jacques Brunnenc (seigneur de Vixouze) qui a dit que ledit seigneur est homme d'église et n'y a qu'un pré et une maison». 

## Armes
La famille de Messac portait « Un chevron rompu avec des étoiles » sur le tombeau de la famille de Messac dans l'église de Reilhac, selon un factum de 1720 pour la famille de Caissac contre celle de Cayrac des seigneurs de Broussette.
La branche de Messac de la famille de La Garde de Saignes brisait son écu, « D'azur à l'épée d'argent en bande », avec une « bordure engrêlée d'argent ».